# Timo Lampén
Timo Lampén, né le 5 septembre 1934, à Lahti, en Finlande et décédé le 27 mai 1999, à Lahti, est un ancien joueur finlandais de basket-ball.